# Josef Franz Dex
Josef Franz Dex (* 28. Dezember 1899 in Linz; † 31. Juli 1945 in New York City) war ein österreichischer Architekt, Innenarchitekt, Designer und Maler.

## Leben
Dex besuchte die Kunstgewerbeschule in Linz. Anfang der 1920er-Jahre besuchte er die Malschule von Matthias May, danach studierte er von 1923 bis 1926 Architektur bei Peter Behrens an der Akademie der bildenden Künste Wien. 1926 wurde er Mitglied der Künstlervereinigung MAERZ und 1931 der Zentralvereinigung der Architekten Österreichs.

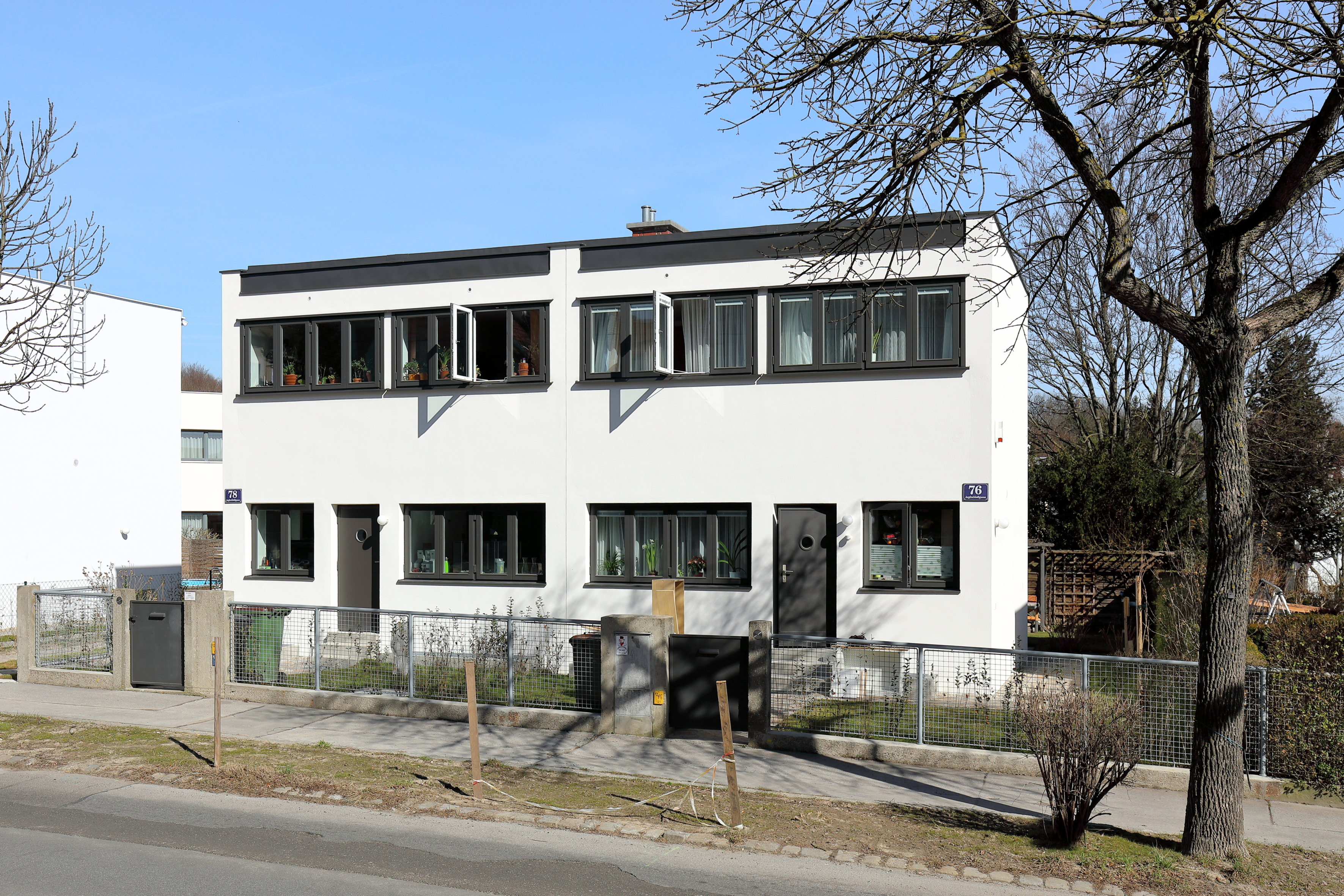
Doppelwohnhaus Jagdschlossgasse 76, 78; um 1930

Nach der Rückkehr von seinem Rom-Aufenthalt arbeitete er zunächst unter anderem für Mauriz Balzarek und Julius Schulte und machte sich anschließend vor allem als Innenarchitekt und Möbeldesigner selbständig. Das einzige bekannte von ihm entworfene und realisierte Bauwerk ist das Doppelwohnhaus der Werkbundsiedlung in Wien, Jagdschlossgasse 76 und 78 (1932).
1940/41 emigrierte er nach New York, wo er bis 1945 das Einrichtungsgeschäft Josef Dex, Interior Designer, betrieb.

## Auszeichnungen
- Staatspreis 1. Klasse (1925)
- Staatsreisestipendium (Romstipendium, 1926)